# Duke Nukem: Land of the Babes
Duke Nukem: Land of the Babes è un videogioco sparatutto in terza persona per PlayStation del 2000, incentrato sul personaggio di Duke Nukem.

## Trama
Il gioco si svolge anni dopo le vicende di Duke Nukem: Time To Kill, e si apre con un filmato introduttivo ambientato direttamente durante una battaglia, ambientata nel futuro. In questo periodo storico, gli alieni hanno nuovamente invaso la Terra per prenderne il controllo, e le donne della resistenza umana sono state addestrate per combattere l'invasione, seppur con un netto svantaggio numerico e fisico rispetto al nemico. Molte sono state uccise, altre catturate, e la situazione sembra solo poter peggiorare senza un aiuto efficace. Per questo, i piani alti della resistenza umana riescono a mandare un messaggio di aiuto nel presente direttamente a Duke Nukem, la loro unica speranza di sopravvivenza, che potrà raggiungere il futuro grazie a un sistema di teletrasporto. In quel momento, gli alieni si infiltrano nella base terrestre e scoprono la presenza del macchinario, capiscono le intenzioni della resistenza umana e fanno irruzione nel passato per uccidere il loro acerrimo nemico Duke, che nel frattempo è appena arrivato al Bootylicious, uno strip-club, per godersi la serata. Gli alieni, arrivati nel passato da un portale spazio-temporale e intenzionati a uccidere chiunque, vengono subito contrastati e uccisi da Duke e dalla sua potente Desert Eagle. Duke, intuito il pericolo incombente e conscio che l'umanità è in pericolo, entra nel portale spazio-temporale che lo porterà nel futuro. Da qui inizia il gioco.
Una volta nel futuro, Duke verrà accolto da Jane, un membro della U.B.R (Unified Babes Resistance, la rete di resistenza femminile) che lo informa sulla situazione: gli uomini sono stati tutti uccisi e si sono estinti, le donne sono state in gran parte assassinate e molte catturate, per essere utilizzate come schiave da Silverback, una scimmia bipede antropomorfa e il capo delle forze aliene. Tra queste, verrà catturata anche Houston, capo assoluto della resistenza femminile. Lo scopo del gioco sarà quindi quello di salvare Houston e di contrastare le forze aliene fino alla vittoria finale, in un lungo viaggio all'interno di un futuro ben poco invitante e condito da proiettili e sangue.

## Modalità di gioco
Il gameplay del gioco è molto simile a quello di Time to Kill. Anche qui sarà presente la modalità giocatore singolo, con difficoltà a scelta, e la modalità multigiocatore. Sarà presente anche una modalità allenamento per prendere dimestichezza coi comandi e le modalità di combattimento, con percorsi ad ostacoli e nemici da sconfiggere.
Le movenze e le mosse di Duke saranno identiche al capitolo precedente, con alcune migliorie ove necessario che permetteranno un movimento più preciso di Duke nelle situazioni più disparate.
Il reparto armi da fuoco, il punto forte della serie, è stato ampliato con l'aggiunta di nuovi modelli di armi, come il lanciasiluri e il fucile di precisione, mentre moltissime altre ritornano dal capitolo precedente, come l'iconica Desert Eagle, il fucile a pompa, le bombe tubolari, l'RPG, il lanciafiamme, l'arma a energia e altre ancora.
Particolarmente vasto è il parco nemici da affrontare, generalmente di difficoltà crescente e sempre meglio armati, più resistenti e più pericolosi. Ritornano da Time To Kill anche i "Porcoliziotti", alieni bipedi ibridi umanoide/maiale e arcinemici di Duke, armati di fucile a pompa. 
La colonna sonora principale del gioco è la canzone Push It degli Static-X